# Ітазіпчо

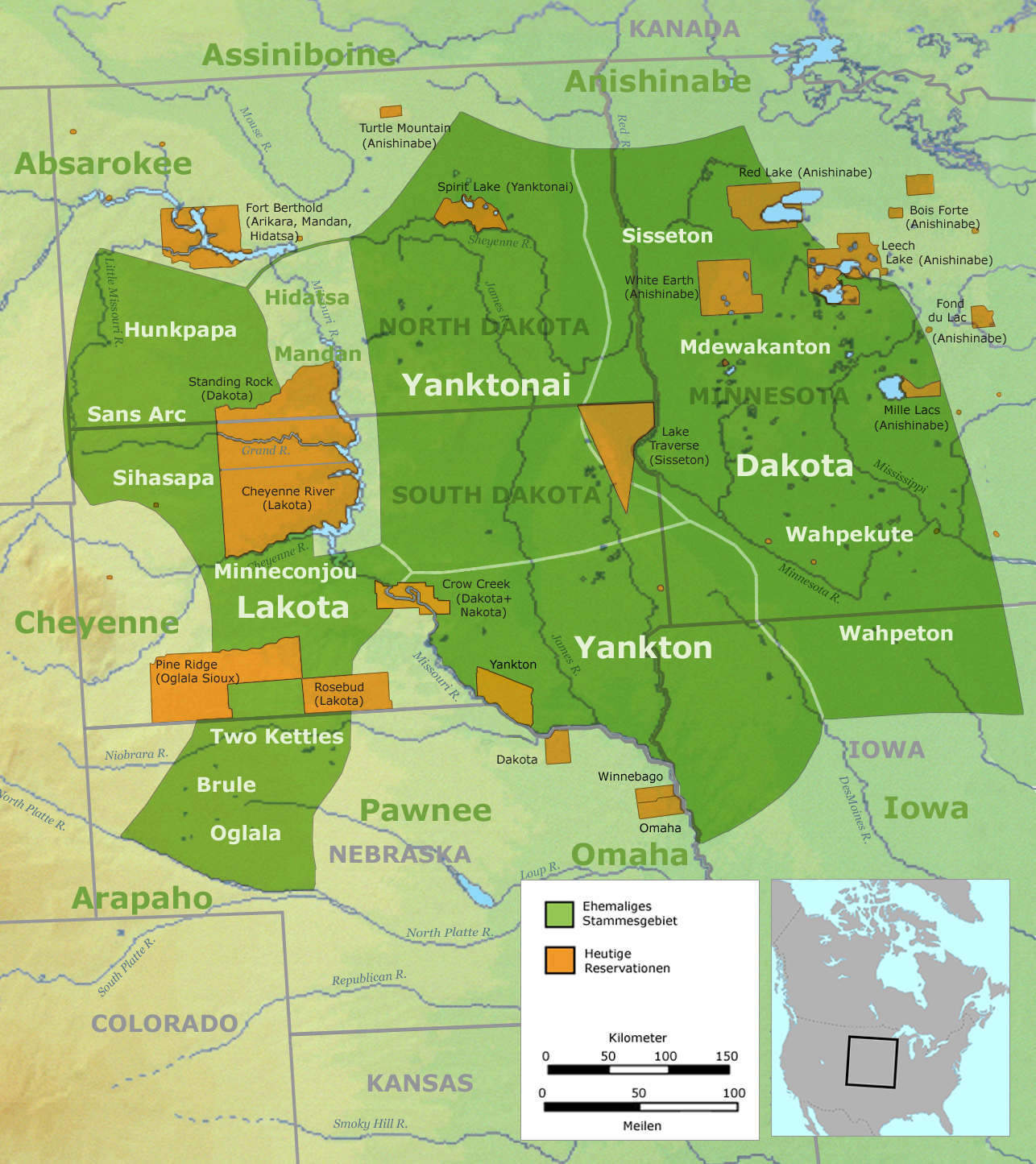
Історична область розселення ітазіпчо (Sans Arc) та сусідніх племен.

Санс-Арк, або Ітазіпчо (Itazipcola, Hazipco — Ті, хто полює без луків) у лакоті є підгрупою народу лакота. Sans Arc — французький переклад назви Лакота, що означає «Без луків». Перекладач «Дерев'яна нога: воїн, який бився при Літтл-Біггорн» перекладає цю назву як «Стріли всі зникли» Вони живуть у резервації на річці Шайєн.
Одна з багатьох етимологій назви лакота розповідає таку історію: Справжнє значення Itazipacola — це «відсутність позначень». Це стосувалося того факту, що ітазіпчо були настільки щедрими, що не маркували своїх стріл (їх зазвичай маркували, щоб сміливці могли претендувати на вбитого ними бізона тощо; таким чином кожен міг ділитися м'ясом полювання. Ось чому, коли Творець хотів дати трубку лакота, Жінка Білого Бізона Вопі принесла її ітазіпчо, тому що вони завжди будуть готові поділитися.

## Історичні ітазіпчо тіспей або групи

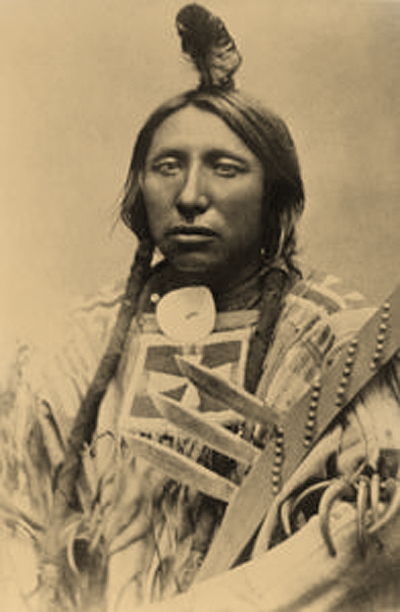
Плямистий Орел, вождь ітазіпчо, 1875 р.

Разом із міннеконжу (Mnikȟówožu, Hokwoju — «Рослини біля води») та двома котлами (Oóhe Núŋpa, Oóhenuŋpa, Oohenonpa — «Два киплячі» або «Два чайники») їх часто називали центральною лакотою та поділяли на кілька груп або тіспей:
- Itazipco-hca (Справжні ітазіпчо)
- Mini sala (Червона вода)
- Sina luta oin або Shinalutaoin (Сережка з червоної тканини)
- Woluta yuta (Їжте сушену оленину з задньої частини, Їдці шинки)
- Maz pegnaka (Носіть металевий орнамент для волосся)
- Tatanka Cesli або Tatankachesli (Гній бізона)
- Siksicela або Shikshichela (Поганці, Поганці в різний спосіб)
- Tiyopa Canupa або Tiyopaoshanunpa (Дими біля входу)

## Відомі ітазіпчо
- Плямистий Орел
- Червоний Ведмідь
- Дивиться Вгору
- Ведмідь, що кружляє
- Голова Лося
- Чорний Яструб
- Горбатий Ніс, головна особа в битві при Літтл-Біггорн.[2]